# Nagy vadászat

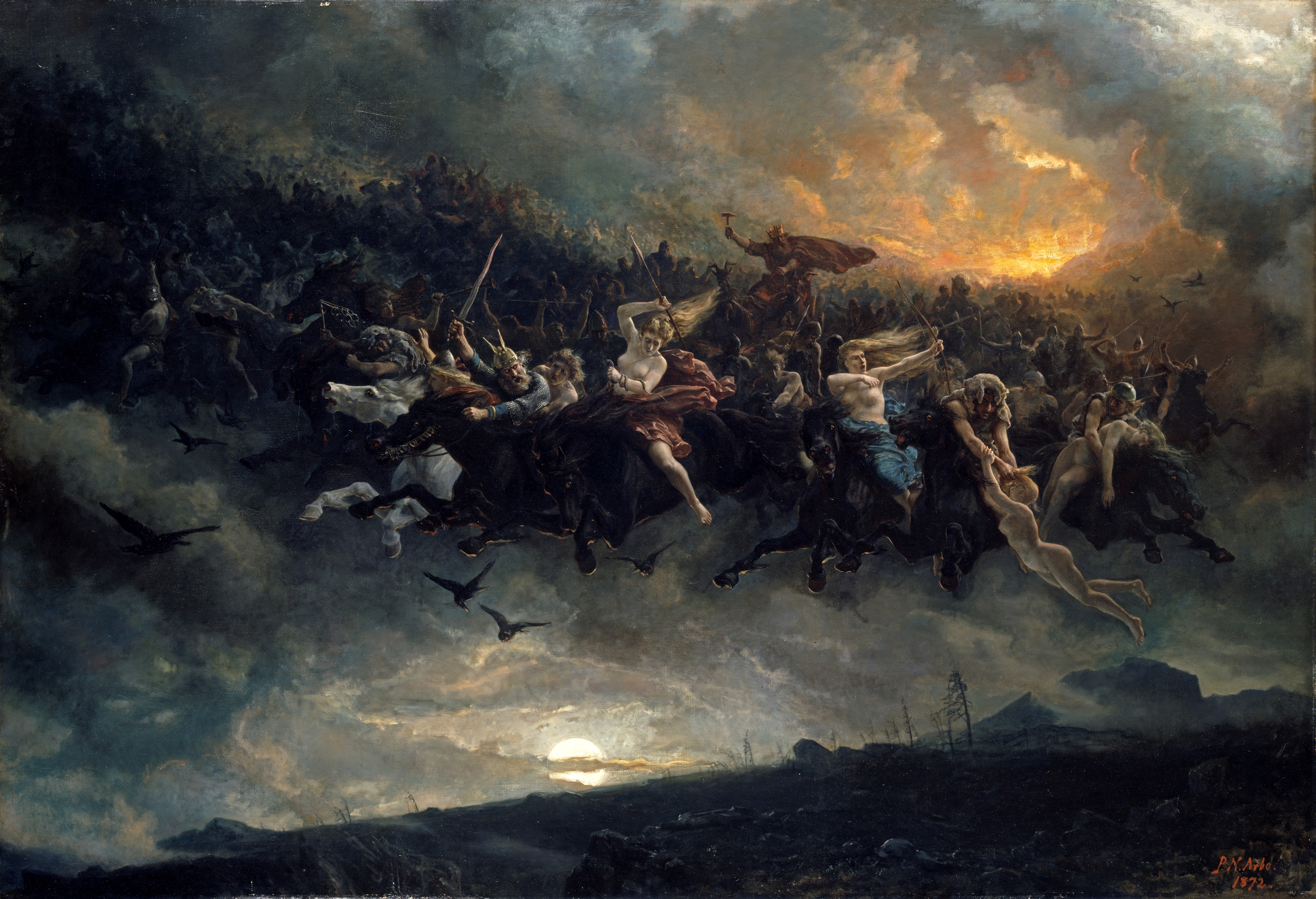
A nagy vadászat (Asgårdsreien), Peter Nicolai Arbo festménye (1872)

A Nagy vadászat egy európai népi mítosz, amiben kísértetek és különböző természetfeletti vadászok szerepelnek, mint például tündérek, elfek vagy halottak. A vadászat vezetője eltér a történet származása szerint. Különböző források az alábbiakat említik: Woden, Nagy Theuderich, a dán pirkasztó Valdemár király, a walesi Gwyn ap Nudd, bibliai személyek, mint Heródes, Káin, Gábriel, az Ördög, egyes esetekben személytelen, elveszett lelkek.
A Nagy vadászatról látomást kapni, vagy látni azt, rossz ómennek számított. A halál, háború és járvány hírnökének tartották. Más embereket elragadott a Vadászat egyenesen az alvilágba, vagy a tünde királyságba. Néhány meggyőződés szerint álmukban ragadták ki az emberek lelkét, hogy csatlakozzanak.
Összehasonlító mitológia alapján Jacob Grimm dolgozta ki a vadászat koncepcióját, amit a Német Mitológia (1835) című könyvében publikált. Grimm népszerűsítette a Nagy Vadászat (Wilde Jagd/Wild Hunt) kifejezést.

## A Nagy vadászat vezetője
- Bretagne: Arthur Király.[5]
- Katalónia (Spanyolország): Gróf Arnau (el gróf Arnau)[6]
- Anglia: Woden;[7] Herla
- Franciaország: Artus, Artúr Király (Bretagne)
- Németország: Woden, Berchtold, Dietrich, a Berni, Holda, Perchta
- Guernsey: Heródiás
- Írország: Fionn mac Cumhaill a Fianna; Manannán
- Lombardia (Olaszország): Betrik király
- Hollandia: Woden
- Skandinávia: Odin (Dánia); a boszorkány Guro Rysserova , Sigurdsveinen (Norvégia).
- Wales: Arawn vagy Gwyn ap Nudd
- Szlovénia: Jarnik (Jarilo), más néven Volčji pastir (Farkas Pásztor). Egyes változatokban a vad Baba

## Szerepe a modern pogányságban
Modern pogány vallások, mint a Wicca, bevonta saját nézeteibe a Nagy Vadászatot. Ebben az értelmezésben a vezetője Hekaté istennő vagy Nicnevin.

## Fordítás
Ez a szócikk részben vagy egészben  a   Wild Hunt című angol Wikipédia-szócikk ezen változatának fordításán alapul.  Az eredeti cikk szerkesztőit annak laptörténete sorolja fel. Ez a jelzés csupán a megfogalmazás eredetét és a szerzői jogokat jelzi, nem szolgál a cikkben szereplő információk forrásmegjelöléseként.